# Ло Гуаньчжун
Ло Гуаньчжун (罗贯中, 1330 —1400) — китайський романіст та драматург у часи династій Юань та Мін.

## Життєпис
Народився у 1330 році в місцевості Тайюань (сучасний повіт Цінсюй провінції Шаньсі). Походив з родини торгівців шовком. Здобув початкову освіту, займаючись до 14 років у школі. Після смерті матері у 1344 році став допомагати батькові у справах, переїхавши до м. Сучжоу. Втім незабаром вирушив до м. Цисі (провінція Чжецзян), де навчався у відомого вченого Чжао Баофена.
З початком у 1356 році повстань проти династії Юань Ло Гуаньчжун приєднався до повстанців, проте діяв невдало й декілька років по тому повернувся додому у Тайюань. В цей час помирає його батько. Тому Ло відправляється до Сучжоу. Тут познайомився з Ши Найанєм, який справив на нього великий вплив. Значний час займається літературною творчістю. З падінням династії Юань Ло Гуаньчжун приєднався до Чжу Юаньчжана. завдяки цьому зміг врятувати свого вчителя Ши Найаня від переслідування. Надалі не брав участі в політичних справах. Помер у 1400 році.